# Maxwell (Einheit)
Das Maxwell (Einheitenzeichen: Mx, nach James Clerk Maxwell), früher auch unter Namen Line (Einheitenzeichen: li) bekannt, ist eine veraltete cgs-Einheit des magnetischen Flusses:
1 Mx = 1 cm3/2g1/2s−1 = 1 Gs·cm².
1935 legte die IEC auf einer Konferenz in Scheveningen das Einheitenzeichen „Mx“ für das Maxwell fest, zuvor war das Zeichen „M“ üblich gewesen.
Das Maxwell ist in der EU und der Schweiz keine gesetzliche Einheit mehr (in Deutschland seit dem 1. Januar 1978); es wurde abgelöst durch die SI-Einheit Weber (Wb):
1 Mx ≙ 10−8 Wb
Die entsprechende Einheit im elektrostatischen CGS-Einheitensystem (esE) ist das Statweber (statWb), das aber kaum je Verwendung fand. Die Konvertierung lautet:
{\displaystyle 1\,\mathrm {statWb} \,\mathrel {\widehat {=}} \,\ \{c\}\cdot 1\,\mathrm {Mx} \,},
wobei {c} ≈ 3·1010 der Zahlenwert der Lichtgeschwindigkeit in cm/s ist.